# Jonathan Amon
Jonathan Amon (Summerville, 30 april 1999) is een Amerikaans voetballer, die uitkomt als linksbuiten. In 2017 stroomde hij door uit de jeugd van FC Nordsjælland. In 2018 maakte hij zijn debuut in het Amerikaans voetbalelftal.

## Clubcarrière
Amon begon zijn voetballoopbaan bij Charleston Battery. In 2014 maakte hij de overstap naar de jeugd van FC Nordsjælland en kreeg in het seizoen 2017/18 zijn kans in het eerste elftal. Hij maakte zijn debuut in de Superligaen op 4 november 2017 in de thuiswedstrijd tegen Lyngby BK. Amon kwam vijf minuten voor tijd Ernest Asante vervangen in een wedstrijd die op 2–2 zou eindigen. Twee speeldagen later mocht Amon voor het eerst een competitiewedstrijd starten. Hij bedankte door in minuut 55 de 5–0 op het bord te zetten tegen AC Horsens en zo zijn eerste doelpunt voor het eerste elftal te maken. De wedstrijd eindigde uiteindelijk op 6–0. Op 16 augustus 2018 maakte Amon zijn Europees debuut in de kwalificatiewedstrijd van de Europa League in FK Partizan. Ruim een half uur voor tijd kwam hij Godsway Donyoh vervangen en bedankte met een eerste Europees doelpunt. Amon scoorde de 3–2 eindstand.

## Clubstatistieken
| Seizoen | Club            | Competitie  | Competitie | Competitie | Beker | Beker | Internationaal | Internationaal | Totaal | Totaal |
| Seizoen | Club            | Competitie  | Wed.       | Dlp.       | Wed.  | Dlp.  | Wed.           | Dlp.           | Wed.   | Dlp.   |
| ------- | --------------- | ----------- | ---------- | ---------- | ----- | ----- | -------------- | -------------- | ------ | ------ |
| 2017/18 | FC Nordsjælland | Superligaen | 4          | 1          | —     | —     | —              | —              | 4      | 1      |
| 2018/19 | FC Nordsjælland | Superligaen | 25         | 4          | 1     | 1     | 1              | 1              | 27     | 6      |
| Totaal  | Totaal          | Totaal      | 29         | 5          | 1     | 1     | 1              | 1              | 31     | 7      |

Bijgewerkt op 29 mei 2019.

## Interlandcarrière
Amon werd in oktober 2018 voor het eerst opgeroepen voor het Amerikaans voetbalelftal. Bondscoach Dave Sarachan nam de aanvaller op in zijn selectie voor het oefenduel tegen Peru. Op 17 oktober 2018 maakte Amon zijn debuut en werd in minuut 55 vervangen door Julian Green. De oefenwedstrijd eindigde op 1–1 na doelpunten van Josh Sargent en Edison Flores.